# Central Michigan University

Ett av universitetets logotyper.

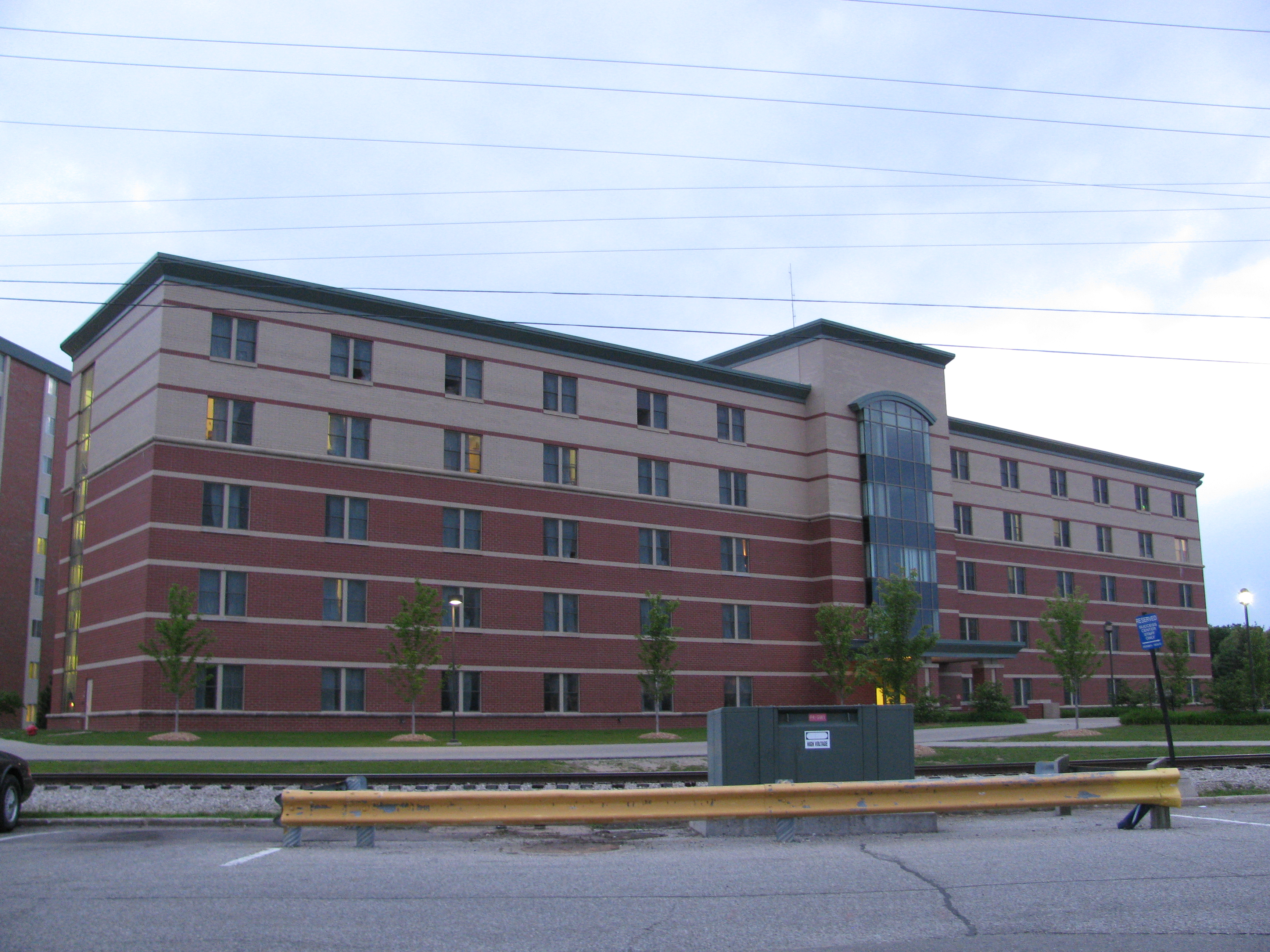
Residensbyggnad vid Central Michigan University.

Central Michigan University är ett amerikanskt universitet beläget i Mount Pleasant, Michigan och grundades 1892. Vid universitet studerar cirka 26,000 studenter.

Idrottslaget Chippewas logotyp.

Universitetets idrottslag heter Central Michigan Chippewas och tävlar i 16 olika sporter i Mid-American Conference (MAC) i NCAA Division I.

## Referenser

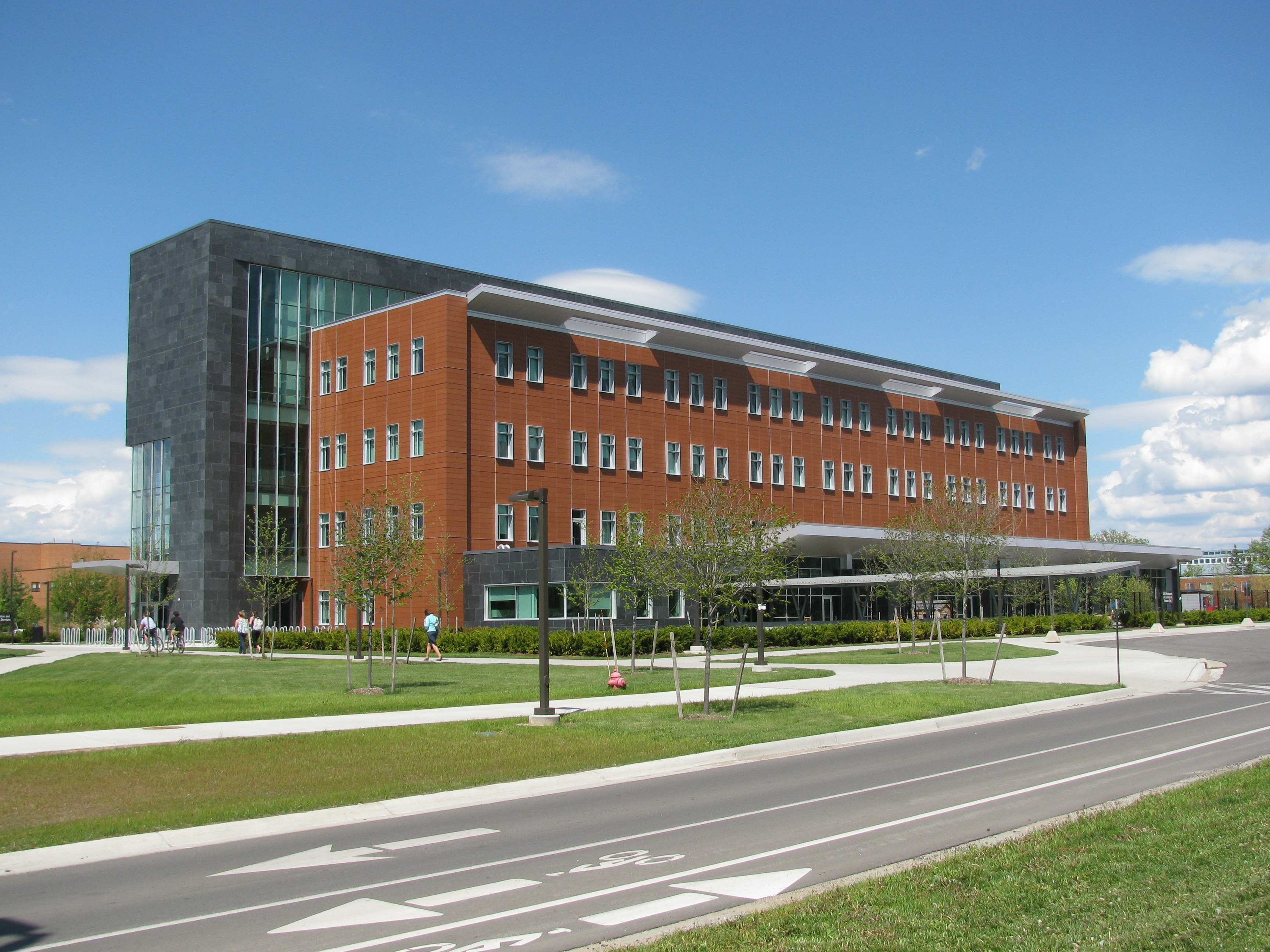
Lärarprogrammets universitetsbyggnad.